# Ипполит (Халин)

Фрагмент памятника старцу Ипполиту, установленного в Богоявленском Аланском женском монастыре Республики Северная Осетия-Алания. Скульптор Владимир Соскиев

Памятник старцу, торжественно открытый в 2018 году в Богоявленском Аланском монастыре. Скульптор Владимир Соскиев

Архимандри́т Ипполи́т (в миру Серге́й Ива́нович Ха́лин; 18 апреля 1928, село Субботино, Курский уезд, Курская губерния — 17 декабря 2002, Рыльск, Курская область) — священнослужитель Русской православной церкви, архимандрит; c 1991 года духовник братии и настоятель Рыльского Николаевского монастыря.
Готовятся материалы для канонизации архимандрита Ипполита.

## Биография
Родился в 1928 году в селе Субботино (ныне — Солнцевского района Курской области), был восьмым ребёнком в крестьянской семье Ивана и Евдокии Халиных. Окончил семь классов неполной средней школы в 1945 году, затем школу ФЗУ (школа фабрично-заводского ученичества). Некоторое время работал ремонтником шоссейных дорог; в 1948 году был призван на военную службу в Советскую Армию.
С декабря 1948 года курсант в/ч 75403. С ноября 1949 года заместитель командира отделения зенитных пулемётов в/ч 75403. С июля 1951 года командир отделения зенитных пулемётов в/ч 75403. Уволен в запас 26 октября 1951 года
1 августа 1957 года поступил послушником в Глинскую пустынь, где его духовником стал глинский старец схиархимандрит Андроник (Лукаш). (Архиерейский собор РПЦ 29 ноября — 2 декабря 2017 г. благословил общецерковное почитание преподобного Андроника и прочих глинских старцев, ранее прославленных в лике местночтимых святых УПЦ МП 25 марта 2009 г.). В период жизни в Глинской обители послушник Сергий Халин тяжёло заболел крупозным воспалением лёгких. Старец Андроник затворился в келье со своим смертельно больным духовным сыном и спустя три дня тот вернулся к жизни.
После закрытия Глинской пустыни в период «хрущёвских гонений» Сергий перешёл в Псково-Печерский монастырь.
15 ноября 1957 года Сергей Халин пишет прошение на имя настоятеля монастыря архимандрита Августина (Судоплатова; +1972) о принятии в число братии обители.
В монастыре стал келейником валаамского старца иеросхимонаха Михаила (Питкевича; +1962). Они принимали исповедь друг у друга.
12 февраля 1959 года епископом Псковским и Порховским Иоанном (Разумовым; +1990) пострижен в мантию с именем Ипполит в честь святого Ипполита Римского.
20 февраля 1959 года тем же архиереем рукоположен во иеродиакона. 14 июня 1960 года тем же архиереем рукоположен в иеромонаха.
9 июня 1966 года получил увольнительную (отпускную) грамоту, подписанную архиепископом Псковским и Порховским Иоанном (Разумовым), согласно которой иеромонах Ипполит по благословению Патриарха Алексия I «направляется на Святую гору Афон для несения там постоянного иноческого послушания».
В 1966 году, в числе группы монахов Псково-Печерского монастыря, которым впервые властями Греции было дозволено прибыть на Афон из СССР, был направлен в Пантелеимонов монастырь, где провёл последующие 17 лет; подвизался в келье прп. Силуана Афонского (Старый Русик). Нёс послушания казначея, эконома, представлял Пантелеимонов монастырь в Священном Киноте.
На Святой Горе был в общении с преподобным Паисием Святогорцем, старцем Тихоном Русским (иеросхимонах Тихон Голенков, +1968), старцем Арсением Пещерником (+1983). Старец Арсений говорил по — русски, они исповедовались друг другу.
Благодаря прибытию на Афон иеромонаха Ипполита и его друзей иеромонаха Досифея (Сороченкова; +1998), иеромонаха Авеля (Македонова; +2006), ставшего игуменом, Пантелеимонов монастырь, сыгравший значительную роль в истории России, был сохранён для русских монахов. К моменту прибытия первой после 1917 года группы монахов, средний возраст братии достиг 85 лет и по существующему на Святой Горе порядку, если бы русские не сумели совершать ежедневные богослужения, обитель была бы передана грекам.
Был вынужден покинуть Афон 4 сентября 1983 года в связи с медицинскими рекомендациями по состоянию здоровья. Распоряжением Председателя Отдела Внешних Церковных Сношений (ОВЦС) Московской патриархии митрополита Филарета (Вахромеева) вернулся в Псково-Печерский монастырь.
14 октября 1984 года Патриархом Московским и всея Руси Пименом по представлению митрополита Псковского и Порховского Иоанна возведён в сан игумена. «За неустанное усердно-ревностное монашеское служение, любовь к Церкви Христовой и послушание Святой Обители, понесённое им на Святой Горе Афон». 14 апреля 1985 года возведён в сан архимандрита.
В 1986 году архиепископом Курским и Белгородским Ювеналием (Тарасовым) был принят в клир Курской епархии, где в должности настоятеля восстанавливал из руин несколько сельских храмов.
16 октября 1991 года был назначен настоятелем находившегося в руинах Рыльского Николаевского монастыря Курской епархии, возрождению которого посвятил последние 11 лет своей жизни.
Архимандрит Ипполит скончался 17 декабря 2002 года в Рыльском монастыре. Похоронен у алтаря Николаевского храма на территории монастыря. Паломники, приезжающие в монастырь из различных регионов России, ближнего и дальнего зарубежья приходят помолиться на его могиле.

## Отзывы и свидетельства
Если нужно назвать человека, который являлся образом кротости, то это был отец Ипполит. С этой его огромной бородой, завязанной на узелочек. Когда мы произносили «отец Ипполит», то понимали, что это человек, который имеет абсолютно искреннюю любовь, смирение, — все то, о чем говорит апостол Павел, когда поминает о дарах духовных.— Митрополит Тихон (Шевкунов)

С отцом Ипполитом мы вместе служили и жили на Афоне. Он — настоящий русский человек. А русский — это трудолюбивый, спокойный, ищущий духовной жизни, честный, добрый, уважительный к людям человек.— Схиархимандрит Илий (Ноздрин)

### «Старец»

Архимандрит Ипполит в день 70 — летнего юбилея. Рыльский монастырь, 18 апреля 1998 г.

В Рыльском монастыре стал известен как «старец», к нему съезжались за советом и благословением множество паломников со всей России, люди разных национальностей. Благословлял основывать монастыри в разных уголках России.
В Рыльский монастырь с первых дней после открытия потянулись люди, чтобы помолиться на молебнах о недужных, которые старец служил практически ежедневно. Начиная с середины 1990-х годов на эти молебны, особенно по субботам собирались сотни паломников из разных регионов страны. В субботние дни в монастырь приезжало до 12 автобусов с богомольцами. По окончании молебна архимандрит Ипполит вёл приём в храме во имя иконы Божией Матери Знамение Курская-Коренная. Иногда приём проходил в коридорчике у входа в келью старца. По свидетельству братии и паломников, не обладавший даром слова старец, никогда не говоривший проповедей, имел дар утешения. Ему достаточно было сказать человеку, находившемуся в тяжёлых жизненных обстоятельствах, буквально несколько слов: «Терпения Вам!», «Спаси Вас Господи! Дай Бог Вам здоровья!», и тот, кто несколько минут назад подходил к старцу в слезах, покидал его с улыбкой. Вместо назиданий, архимандрит часто читал посетителям стихи о любви.
В сложные годы после распада СССР к старцу приходили люди, оставшиеся без работы и средств к существованию, освободившиеся из мест заключения, страдающие от алкоголизма, наркомании, не крещёные, исповедующие иные религии. Многие из них находили временное пристанище в Рыльском монастыре или в монастырских домиках на Пригородной слободке. В монастырской трапезной ежедневно кормили десятки, а в иные дни сотни богомольцев. После кончины старца братия разбирала мешки писем, хранившиеся в его келье, среди них были письма заключённых с благодарностью за оказанную помощь. Тем, кто не мог прокормить семью он жертвовал деньги на покупку коровы или дома.
По словам настоятеля Рыльского монастыря игумена Романа (Архипова), месяцами смиряться перед людьми отчаявшимися, опустившимися, не воцерковленными и ещё не оставившими свои греховные пристрастия, под силу лишь великим подвижникам. Старцу принадлежат слова: «Если изгоним пьяниц, наступит крах».

### «Апостол Алании»

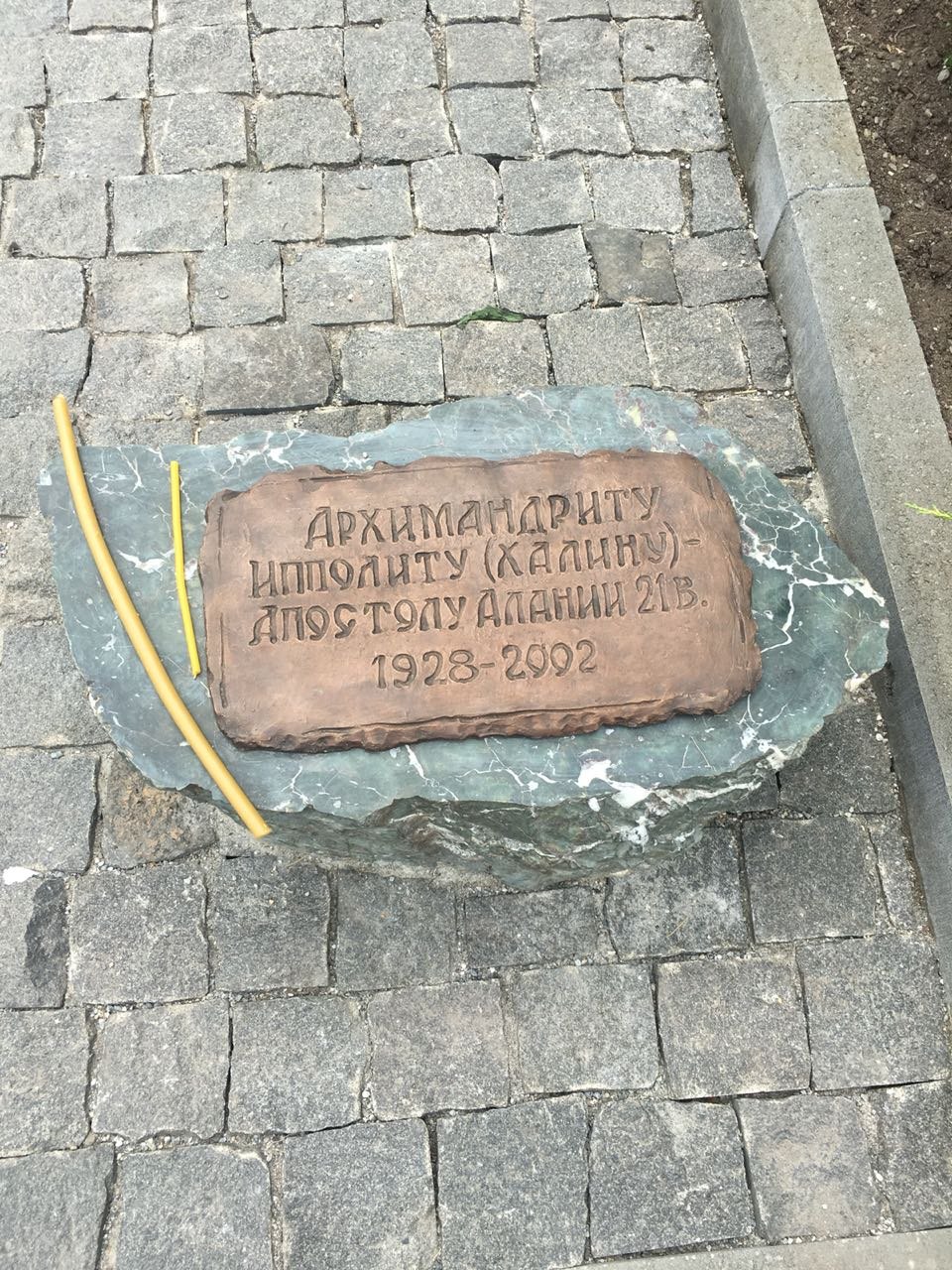
Мемориальная табличка «Архимандриту Ипполиту (Халину) — Апостолу Алании 21 в.», установленная одновременно с памятником старцу в Богоявленском Аланском женском монастыре Республики Северная Осетия-Алания 18 июля 2018 г.

Старец никогда не бывал в Республике Северная Осетия-Алания, но его сегодня называют духовным просветителем этой земли. Сотни осетин посещали старца в Рыльском монастыре, многие из них сообщали о том, что исцелялись от тяжёлых недугов и принимали крещение, после знакомства с батюшкой. В 1998 году архимандрит Ипполит сообщил духовным чадам: «В Алании нужно строить монастыри. Это воля Божией Матери». Через духовных чад он в 1999 году передал митрополиту Ставропольскому и Владикавказскому Гедеону (Докукину) просьбу благословить строительство в Осетии мужского и женского монастыря. До этого момента в обширной Ставропольской и Бакинской (с 1994 года Ставропольская и Владикавказская) епархии не было ни одного монастыря. Митрополит Гедеон поддержал идею возрождения монашеской жизни в Алании. В своих письмах старцу митрополит благодарил старца Ипполита за то, что он подготовил в Рыльском монастыре первых насельников для мужской и женской обителей.
Митрополит Гедеон (Докукин): «Долгое время на территории нашей Ставропольской и Владикавказской митрополии не было ни одного монастыря. Открыть их нам никак не удавалось. Благодарение Господу, пославшему нам молитвенника, афонского старца архимандрита Ипполита (Халина). Он на Кавказе никогда не был, но очень любит эту землю, благочестивый осетинский народ. Он передал нам волю Божией Матери — в древней Осетии-Алании должен быть мужской и женский монастырь. И не только две обители. Наступит время, и вся горная часть Алании, как и в древности, будет в монастырях. Я человек не святой, но почитаю святых людей и очень благодарен батюшке Ипполиту за его любовь и заботу о нашей митрополии. Многие жители Северного Кавказа, чада моей митрополии, в том числе осетины, посещают этого старца в городе Рыльске в монастыре святителя Николая. Очень и очень многие люди получают по его молитвам помощь в самых разных жизненных обстоятельствах и исцеления от тяжёлых недугов. Он подготовил для осетинских монастырей первых послушников — будущих монахов, за что ему великая благодарность и низкий поклон».
Рыльский старец, никогда не посещавший Осетию, на расстоянии указал место строительства мужского и женского монастырей. Обе обители: Свято-Успенский Аланский мужской монастырь, самый высокогорный в России, расположенный в Куртатинском ущелье и Богоявленский Аланский женский монастырь в предместье Алагира, были построены в точности на местах, указанных отцом Ипполитом. В настоящее время продолжается строительство третьего монастыря у села Кобан. Где именно быть этой обители, также на расстоянии определил рыльский старец. Уже возведён храм святого Георгия Победоносца, пока имеющий статус приходского, в котором по воскресным дням проходят богослужения.

### «Чудотворец»
Рыльским Свято-Николаевским монастырём собраны свидетельства людей, утверждавших, что в период жизни старца в обители, по его молитвам они исцелились от тяжёлых болезней. Отмечены случаи того, что неверующие и некрещённые люди именно после встречи с немногословным старцем приходили к христианской вере. В том числе, нередко изменяли свою жизнь представители преступных сообществ. В российских СМИ широко освещалась история московского модельера Любови Новохатской, которая приехала к старцу, страдая тяжёлой формой онкологического заболевания, часть органов была удалена и планировалось удаление других. По свидетельству Л. Новохатской она полностью исцелилась.В эфире программы «Чудотворец XX века. Старец, исцеляющий грешников»(Россия 1) онколог, доктор медицинских наук П. В. Копосов высказал мнение о том, что современная медицина не может объяснить произошедшее с Л. Новохатской.
Общение со старцем нередко оказывало определяющее воздействие на жизнь посещавших его представителей разных социальных групп, возрастов и национальностей.
По словам настоятеля Рыльского Свято-Никольского монастыря игумена Романа (Архипова) растёт число свидетельств об исцелениях и иной помощи по молитвам на могиле старца Ипполита.

В 2021 году телеканал «Спас» неоднократно сообщал об исцелении аутизма на могиле старца Ипполита. В телепрограммах принимал участие Виталий Макиев с сыном Русланом, 2012 года рождения. Руслан состоял на учёте в Городском консультативно-психиатрическом диспансерном отделении Научно-практического центра психического здоровья детей и подростков им. Г. Е. Сухаревой Департамента здравоохранения города Москвы. Диагноз: детский аутизм, органическое поражение головного мозга с эмоционально-волевыми нарушениями, задержка психо-речевого развития. До 6,5 лет ребёнок не говорил, издавал лишь звуки, кричал и мычал. По совету друзей мать привезла сына в Рыльский монастырь, положила его на могилу старца Ипполита. В день возвращения в Москву из Рыльска, уже в поезде Руслан произнёс первое в жизни слово. В течение нескольких месяцев его состояние стабилизировалось, он начал внятно говорить, в настоящее время учится в общеобразовательной школе города Москвы, при том, что посещал детский сад для детей с задержкой умственного и речевого развития. Он снят с учёта в психиатрической клинике.

Памятник на территории усадьбы Барятинских

## Память

Обильное мироточение бронзового креста работы скульптора В. М. Клыкова по окончании панихиды на могилке архимандрита Ипполита. 17 декабря 2019 г., Рыльский Свято-Николаевский монастырь

В 2005 году в поселке Марьино Курской области на территории санатория Управления делами администрации Президента России Марьино — усадьбы князей Барятинских был открыт памятник архимандриту Ипполиту работы народного художника России В. М. Клыкова, почитавшего старца и называвшего его «великим человеком». Начальник управления кадров и спецработ Управления делами администрации президента О. Н. Рожков открывая памятник, подчеркнул: «Точно также, как и при жизни отец Ипполит излучал заботу о людях и брал на себя их боль, какой бы природы эта боль ни была, так очевидно и место, где он покоится сегодня, опять притягивает людей и опять они испытывают облегчение телесное и душевное, находясь рядом с этим местом, я думаю, что и этот памятник будет обладать этими же свойствами». Чин освящения памятника совершил духовный сын архимандрита Ипполита архиепископ Белгородский и Старооскольский Иоанн Попов (ныне митрополит). Он обратился со словом к собравшимся на освящение памятника: «К числу наставников Русской Православной Церкви последнего времени принадлежал отец Ипполит. Это был человек, исполненный духа любви… Люди, разрушенные стихиями мира сего, приходили к отцу Ипполиту и получали умиротворение, утешение и исцеление от многих недугов. В Рыльск стремились сотни паломников и это было связано не столько с историческим значением Рыльска, хотя это древний город и монастырь, но с той пастырской, попечительской деятельностью, которую отец Ипполит осуществлял в монастыре. Его любовь простиралась на всякое творение Божие… Марьино — историческое место и не всякому человеку здесь можно поставить памятник, а только тому, кто утверждал любовь, проповедовал вечное, людей приводил к Богу и тем самым возрождал нашу Россию».
18 июля 2018 года на территории Богоявленского Аланского женского монастыря (Алагирский район республики Северная Осетия) торжественно открыт памятник основателю обители с отдельной мемориальной табличкой: «Архимандриту Ипполиту — апостолу Алании 21 века». Автор памятника народный художник РСО-Алания Владимир Соскиев. Освящал монумент архиепископ Владикавказский и Аланский Леонид (Горбачёв).
18 апреля 2018 года в конференц-зале гостиницы «Даниловская» при большом стечении народа состоялся вечер, посвящённый 90-летию со дня рождения архимандрита Ипполита. Организаторы вечера — Рыльский Николаевский монастырь, Ассоциация учителей православной культуры города Москвы, Общество «Алтарь Отечества», Союз православных женщин, Всероссийское Общество ревнителей памяти архимандрита Ипполита. В вечере принимали участие представители синодальных структур Московского Патриархата, настоятели монастырей и храмов, учёные, деятели культуры, педагоги, студенты духовных семинарий и профессиональных колледжей. Концертную программу исполнил хор Московской консерватории (художественный руководитель профессор С. С. Калинин).
15 мая 2021 года Рыльский Свято-Николаевский мужской монастырь по благословению митрополита Курского и Рыльского Германа (Моралина) объявил о начале сбора свидетельств прижизненной и посмертной благодатной помощи по молитвам архимандрита Ипполита (Халина).
17 декабря 2022 года в 20-ю годовщину кончины старца на федеральном телеканале «Спас» состоялась премьера документального фильма «Батюшка Ипполит».
21 декабря 2022 года в конференц-зале гостиницы «Даниловская» состоялся вечер памяти архимандрита Ипполита с участием представителей общественности, игуменов и игумений монастырей, с презентацией книги «Батюшка Ипполит», содержащей новые свидетельства помощи по молитвам рыльского старца.
30 марта 2025 года на Первом общероссийском телеканале состоялась премьера документального фильма «Чудотворец из Рыльска», посвящённого подвижническому жизненному пути старца Ипполита.